# Sikorsky S-59
Il Sikorsky S-59, noto anche con la sua designazione militare Sikorsky XH-39, fu un elicottero utility monoturbina con rotore a quattro pale realizzato dall'azienda statunitense Sikorsky Aircraft Corporation nei primi anni cinquanta e rimasto alla stadio di prototipo.
Sviluppato per rispondere ad una richiesta della United States Army, ad una valutazione comparativa gli venne preferito il Bell UH-1 Iroquois ed il suo programma di sviluppo venne interrotto.

## Utilizzatori
Stati Uniti
- United States Army

l'unico esemplare venne utilizzato per valutazioni comparative.

## Esemplari attualmente esistenti
L'unico esemplare realizzato è conservato nella versione XH-59A, marche 73-21942, presso il United States Army Aviation Museum a Fort Rucker, Alabama.